# 岐阜第一高等学校
岐阜第一高等学校（ぎふだいいちこうとうがっこう）は、岐阜県本巣市仏生寺にある学校法人松翠学園の私立高校である。通称「一高」

## 概要
1962年（昭和37年）に学校法人岐阜短期大学付属八幡高等学校岐阜分校として創立。その1年後1963年（昭和38年）に岐阜短期大学付属岐阜高等学校として創立し、さらに1975年（昭和50年）には学校法人を松翠学園岐阜第一高等学校とし現在に至る。岐阜県の私立高校では唯一工業科が設置されている。
制服は2002年度（平成14年度）より水色（以前は紺色）のブレザーにチェックのズボン、夏はポロシャツ、冬はセーター。2007年度（平成19年度）入学生から、ブレザーの色とズボンの柄が変更となった。カッターシャツがズボンからはみ出てはいけないので、普通の物より長くできている。国公立大学を目指すカレッジコースの生徒は、1・2・3年ともネクタイの色は赤、2008年（平成20年）4月の時点で1・3年生の体育科、普通科、工業科の生徒は青、2年生は緑である。ネクタイは、結ぶネクタイではなくピンネクタイとなっている。
普通科普通コースは第2学年より進学コース・情報コース・総合コースに分かれる。主に情報・総合コースは就職、進学コースは進学を目的としている。以前より指定校が増え進学コースの進学率が100%になる学年もみられる。
姉妹校として滋賀文教短期大学と岐阜女子高等学校がある。
国際交流が盛んで、毎年モンゴルやタイ・韓国・オーストラリアなどからの留学生を受け入れている。
また、校内の整備工場オートトレーニングセンターは東海地区唯一のビークルシミュレーションテスターを完備している。なお、オートトレーニングセンターは現在自動車分解整備事業（認証工場）であり、指定自動車整備事業（指定工場）のとして認可も出来るが、営利目的工場ではないため認証工場となっている。
2007年度（平成19年度）より、校舎等の耐震補強工事を始めており、2008年（平成20年）には西側校舎（西館）が新築され、同年5月より体育館の補強工事を行っており、東側校舎（本館）なども工事対象となっているほか、男女共学化に対応出来るよう工事が進められている。
ちなみに学校を創立する前には岐阜県立岐阜第一高等学校（現在の岐阜高等学校）が存在した。
2016年度（平成28年度）より、男女共学化された。

## 沿革
- 1957年 - 岐阜短期大学付属八幡高等学校岐阜分校として開校。
- 1958年 - 岐阜短期大学付属岐阜高等学校として創立、普通科・商業科を置く。
- 1959年 - 工業科を設置。
- 1975年 - 学校法人を松翠学園に変更し岐阜短期大学付属岐阜高等学校から岐阜第一高等学校に変更。
- 1988年 - 商業科廃止、普通科400人、工業科100人。松翠学園野球場完成。
- 1999年 - 工業科オートトレーニングセンター棟増築。理事長に松本博文が就任し、校長を兼ねる
- 2000年 - 全館空調設備完成。
- 2016年 - 男女共学化。

## 現在の学科・コース

### 普通科
- 特別選抜コース
- 特別進学コース
- 総合進学コース
- スポーツコース

### 工業科
- 自動車エンジニアコース
- 生産システムコース

## 廃止された（名称変更された）科・コース

### 商業科
- 1988年（昭和63年）度廃止。

### 普通科
- 進学コース - 過去に大学進学を目指す為に、野球部全員が在籍していた年もあった。
- 国際情報コース
- カレッジコース

### 工業科
- テクニカルコンピューターコース
- 自動車工学コース
- 電子機械コース

## 部活動

### 体育・運動系
- 硬式野球（1965年春第37回、1970年春第42回・夏第52回、1983年春第55回・夏第65回ベスト8、2001年春第73回）春4回、夏2回甲子園に出場している。
- 女子硬式野球（2016年春創部。監督は元兵庫ディオーネの小久保志乃）
- 自転車
- スキー
- ラグビー
- サッカー
- 卓球
- ソフトテニス
- バスケットボール
- 女子バレーボール 高校総体2回出場（2018年、2025年）、春の高校バレー2回出場（第75回 2023年）、（第77回 2025年）

### 文化系
- 吹奏楽
- 書道
- 美術
- 写真
- 演劇
- 自動車（工業科）
- パソコン（普通科）
- パソコン（工業科）
- ものづくり（技能検定）
- ものづくり（アイディアロボット）

### 廃部
- アメフト部
- ボクシング部
- 柔道部

## 主な校則
- 制服：学校規定のものを使用。
- 小物：鞄、皮靴、コート（冬）、セーター（冬）、マフラー（冬）は学校規定のものを使用。
- 頭髪：耳、襟、眉にかからないようにし、パーマネント、アイパー、着色、脱色及び、整髪料の使用を禁止する。
- 眉毛：手を加えない。
- 下着：シャツについては色物禁止。

※ なお、校則に基づく検査が実施されている。毎月15日に登校持ち物指導。テスト期間中に頭髪服装指導。その他不定期的に持ち物検査。これらに抵触した場合、各種それ相応のペナルティを科せられる。

## 学園祭（一高祭）
- カルチャー部門（文化祭2日間）
- アスレチック部門（体育祭1日）

## 修学旅行
2年生が3つのコースから選ぶ。
- 北九州
- タイ
- オーストラリア（最近は希望者不足で実施無し。）

## 姉妹校
- 滋賀文教短期大学
- 岐阜女子高等学校

## 海外姉妹校・交流校
- セントジョーンズ学園（タイ王国）
- イプスウィッチ・グラマー＝スクール（オーストラリア連邦）
- 松都高等学校（大韓民国）

## アクセス
- 樽見鉄道樽見線 北方真桑駅下車。
- （名鉄揖斐線 美濃北方駅下車、ただし2005年（平成17年）に廃線した。）
- 本巣縦貫道（岐阜県道・三重県道23号北方多度線）沿線にあり、自転車通学の生徒が多い。
- 岐阜バス：岐阜高専線「高砂町」バス停下車。

## その他
学校は糸貫川の沿線にあり、もともと旧糸貫川の廃川跡地であり、1951年（昭和26年）には北方公認競馬場が開設された場所である（人気がなく4回開催されて廃止）。開校当初の校舎は糸貫町の一色小学校の校舎が移築したものが、使用された。
現在は合併して本巣市となっているが、校地の行政区域は真正町と糸貫町にまたがっており、玄関が糸貫町にあったことから所在地は糸貫町とされた。

## 学校関係者

### 出身者
| - 佐々木宏一郎（元プロ野球選手） - 交告弘利（元プロ野球選手） - 淵上澄雄（元プロ野球選手） - 高橋幸宏（元プロ野球選手） - 湯口敏彦（元プロ野球選手） - 穴吹祐司（元プロ野球選手） - 林哲雄（元プロ野球選手） - 平井快青（元プロ野球選手） | - 東坊城夢来（元女子プロ野球選手） - 石神勝（ラグビー選手） - 旭秀鵬滉規（大相撲大島部屋） - 永井清史（競輪選手、北京オリンピック銅メダリスト） - 近藤龍徳（競輪選手） - 堀島行真（フリースタイルスキー選手） - 村瀬心椛（プロフェッショナル・スノーボーダー） - SHO（ラッパー） - 阪口樂（プロ野球選手） |